# Estádio Giorgio Ascarelli
Estádio Giorgio Ascarelli foi um estádio multiúso dedicado a prática do futebol, localizado em Nápoles, capital da Campânia.

## História

Giorgio Ascarelli, o primeiro presidente de Nápoles.

Projetado por Amedeo D'Albora para sediar partidas napolitanas, o estádio foi construído entre agosto de 1929 e fevereiro 1930 perto da Estação Central de Nápoles. A obra foi totalmente financiada por Giorgio Ascarelli, o primeiro presidente de Nápoles. Ele foi originalmente chamado "Stadio Vesuvio", referindo-se ao famoso vulcão napolitano, e suas arquibancadas de madeira poderia receber 20.000 pessoas.
O primeiro jogo disputado no estádio aconteceu em 16 de fevereiro 1930, entre Nápoles e Triestina, com resultado final de 4–1 a favor do time da casa, mas a abertura oficial só ocorreu em 23 de fevereiro, com um jogo contra a Juventus que terminou 2 a 2. Duas semanas depois, Ascarelli morreu aos 35 anos por um ataque de peritonite fulminante, daí o estádio foi nomeado "Stadio Giorgio Ascarelli" em sua honra.
Tendo em vista a Copa do Mundo de 1934 na Itália, a estrutura foi totalmente reconstruída em concreto armado, aumentando a capacidade para 40.000 lugares. Além disso, o nome foi mudado para "Stadio Partenopeo". Durante a Copa do Mundo, dois jogos ocorreram no estádio: Hungria x Egito e a disputa do terceiro lugar entre Alemanha e Áustria. Em 1942, durante a Segunda Guerra Mundial, o estádio foi destruído por um bombardeio.